# Victoire 22
Victoire 22 är en holländsk segelbåt som tillverkades i Alkmaar på 1960-talet. Talet står för antalet fot - båten är alltså 6,6 m lång och 2,2 m bred. Djupgående 1,05 m. Segelytan (genua + stor) är cirka 20 m². Masten är enkelt fällbar akteröver - en god anpassning till Nederländernas alla kanalbroar. Båten tillverkades i minst 600 exemplar. Såvitt känt finns bara två av dem i Sverige - en i Uddevalla och en i Karlstad.